# Javier Fernández
Javier Fernández López, född 15 april 1991 i Madrid i Spanien, är en spansk konståkare. Han har blivit världsmästare i konståkning två gånger (2015 och 2016) och tagit två bronsmedaljer från VM (2013, 2014). Han är även sjufaldig europeisk mästare (2013, 2014, 2015, 2016, 2017, 2018, 2019), och sexfaldig spansk mästare.
Han är den andra konståkaren som fått över 100 poäng kortprogrammet, över 200 poäng i friåkning, och över 300 poäng totalt, efter Yuzuru Hanyu. Han deltog under vinter-OS 2010 i Vancouver och vinter-OS 2014 i Sotji, och kom på fjärde plats (2014) som bäst. Under invigningsceremonin 2014 var han även flaggbärare för Spanien. Under vinter-OS 2018 i Pyeongchang tog han brons.
Han är den första spanska konståkaren att ta en medalj i ett ISU-mästerskap och i en ISU Grand Prix-tävling.

## VM-medaljer
- VM 2016  USA, Boston -  Guld i konståkning herrar singel
- VM 2015  Kina, Shanghai -  Guld i konståkning herrar singel
- VM 2014  Japan, Saitama -  Brons i konståkning herrar singel
- VM 2013  Kanada, London, Ontario -  Brons i konståkning herrar singel

## EM-medaljer
- EM 2019  Vitryssland, Minsk -  Guld i konståkning herrar singel
- EM 2018  Ryssland, Moskva -  Guld i konståkning herrar singel
- EM 2017  Tjeckien, Ostrava -  Guld i konståkning herrar singel
- EM 2016  Slovakien, Bratislava -  Guld i konståkning herrar singel
- EM 2015  Sverige, Stockholm -  Guld i konståkning herrar singel
- EM 2014  Ungern, Budapest -  Guld i konståkning herrar singel
- EM 2013  Kroatien, Zagreb -  Guld i konståkning herrar singel